# ۱۷۴۱ (میلادی)
۱۷۴۱ (میلادی) هزار و هفتصد و چهل و یکمین سال تقویم میلادی است.

## زادگان
- ۱۴ ژانویه – بندیکت آرنولد، افسر آمریکایی (د. ۱۸۰۱)

## درگذشتگان
- ۲۸ ژوئیه – آنتونیو ویوالدی، آهنگساز ایتالیایی
- ۱۴ دسامبر – شارل رولن، تاریخ‌نگار فرانسوی (ز. ۱۶۶۱)
- ۱۹ دسامبر – ویتوس برینگ، کاشف دانمارکی (ز. ۱۶۸۱)